# Dacia Bridges
Dacia Bridges (15. September 1973 in Michigan – 1. August 2019 ebenda) war eine US-amerikanische Rock-’n’-Roll- und Dance-Music-Sängerin, die einen großen Teil ihrer Karriere in Deutschland absolvierte und lange Jahre in Stuttgart lebte. Gemeinsam mit ihrem Ehemann, dem Gitarristen Alex Scholpp, gründete sie 2004 die Band Dacia & The WMD, später die Acoustic Band Dacia Bridges und 2011 The Help.

## Leben und Werk
Dacia Bridges war die Tochter einer Afroamerikanerin und eines Weißen mit Cherokee-Wurzeln, eines US-Soldaten. Ihr Vorname stammt aus Rumänien. Bereits mit neun Jahren trat sie auf und wurde von Coca-Cola in New Mexico als Breakdancerin verpflichtet. In der Folge war sie Model und Tänzerin in einer Reihe von Fashion-Shows, unter anderem für Adidas, Joop und Nike, aber auch für die deutschen Automobilfirmen BMW und Mercedes. Sie lernte Gitarre, nahm Gesangsunterricht und begann mit dem Schreiben eigener Songs. Von Anbeginn hatte sie eine hohe Affinität zum Rock ’n’ Roll. Mit ihrem Vater kam sie nach Deutschland. Von 2000 bis 2004 war sie Leadsängerin der Band Tape, die harten Rock mit R&B-Vocals verband. Mit Yeeha war sie in den Charts vertreten. Sie ging mit namhaften Bands – darunter Die Ärzte, Disturbed und Limp Bizkit – auf Tour und trat bei einigen klassischen Festivals auf, beispielsweise bei Rock im Park in Nürnberg und bei Rock am Ring am Nürburgring.
2002 konnte sie mit ihrem Song „I Begin To Wonder“, performed gemeinsam mit J.C.A., die Nummer eins der deutschen Charts erreichen. Dieses Lied wurde später von Dannii Minogue gecovert und 2008 erneut veröffentlicht. Ihr Song „Bounce“ wurde auf dem Album „All Night Madness“ von Mousse T. veröffentlicht. Einflüsse von Prince und David Lee Roth sind deutlich zu erkennen. Sie heiratete den Gitarristen Alex Scholpp, bekannt von Cannibal Corpse und den Farmer Boys. Gemeinsam mit ihm, dem Bassisten Ralf Botzenhard und dem Schlagzeuger Till Hartmann gründete sie 2004 die Band Dacia & The WMD, wobei WMD für Weapons of Mass Destruction (Massenvernichtungswaffen) steht. Das Debüt-Album der Band überraschte mit Vielseitigkeit und einer Spannweite von Pop und Electronics bis zu Heavy Metal. Es wurde von Ace Kent produziert und von Tommy Hansen gemischt. Ihre Songs trugen klassische Titel wie Love and Hate, I Gave Up Most For Love, The Lonely Club of Hearts oder Losing You, ein Duett hatte sie mit Lemmy Kilmister, dessen rauchige Stimme in Kontrast stand zu den verführerischen Tönen von Dacia Bridges. Themen waren "Wahrheit, Liebe, Leidenschaft, Abschied und Neuanfang". Die meisten ihrer Songs beruhen auf authentischen Geschichten über begangene Fehler, über vergangene Liebe. Sie bestritt auch nicht den therapeutischen Charakter des Schreibens: „Solche Songs kann man nicht schreiben, wenn man glücklich ist“.
Ihr Ehemann war auch an der Gründung ihrer Acoustic Band beteiligt. Mit ihren selbst geschriebenen Balladen stellte sie sich bewusst in die Tradition der Singer-Songwriter wie Leonard Cohen, dessen Song „Hallelujah“ zu ihrem Standard-Repertoire zählte. Mit ihrer Acoustic Band trat sie bei großen Galas auf, sang Cohen und eigene Songs. Im Winter 2014/15 trat sie bei der Premiere im Friedrichsbau auf dem Pragsattel in der Elvis-Show "Celebrating the King" auf. Ein Kritiker schrieb, sie "lässt ihre Stimme kunstvoll zerschellen, und dann wieder benutzt sie ihr kraftvolles Organ als Schneidbrenner wider die Beliebigkeit."
2015 kehrte sie in die USA zurück. In Kalamazoo übernahm sie die Rolle der Mrs. Shields im Musical A Christmas Story. Kurz darauf gründete sie mit drei Musikerinnern The Dacia Bridges Project. Cori Somers übernahm die Geige, Carolyn Koebel Drums/Percussion und Sarah Fuerst den Bass. Die Sängerin war weltanschaulich immer klar verortet. Sie bezog eindeutig Position gegen George W. Bush. Mehrfach trat sie bei der Benefizshow „Nacht der Lieder“ der Stuttgarter Nachrichten auf. Sie hatte eine Tochter.
Am 1. August 2019 starb die Sängerin unerwartet an den Folgen eines Zerebralen Aneurysma.
Als Motto kreierte sie den Spruch: "Rock like a man / Look like a woman".

## Zitat
„Ihre kraftvolle Stimme bricht mit einer prickelnden Sanftheit die Wucht der Gitarrensounds. Das ist keine Masche. Sie nennt das Rock’n’Roll.“